# Vassedo
Vassedo war ein antiker römischer Toreut (Metallbearbeiter), der in der zweiten Hälfte des 1. Jahrhunderts oder zu Beginn des 2. Jahrhunderts wahrscheinlich in Niedergermanien tätig war.
Vassedo ist heute nur noch aufgrund von Signaturstempeln auf einer bronzenen Kelle und einem Sieb bekannt. Beide Stücke gehörten zusammen und wurden 1915 gemeinsam im Körpergrab 1/1915 in Munkehøjgaard, Tillitse Dänemark gefunden. Heute werden beide Stücke im Dänischen Nationalmuseum in Kopenhagen aufbewahrt. Die Signatur lautet lateinisch VASSEDO (F), wobei das F für fecit nicht sicher ist.

## Einzelbelege
1. ↑  Inventarnummern 16573-78 und 4/15; Richard Petrovszky: Studien zu römischen Bronzegefäßen mit Meisterstempeln. Leidorf, Buch am Erlbach 1993, S. 311–312 Nr. V.04.01+02.

| Personendaten    | Personendaten                              |
| ---------------- | ------------------------------------------ |
| NAME             | Vassedo                                    |
| KURZBESCHREIBUNG | antiker römischer Toreut                   |
| GEBURTSDATUM     | 1. Jahrhundert v. Chr. oder 1. Jahrhundert |
| STERBEDATUM      | 1. Jahrhundert oder 2. Jahrhundert         |